# Пфорцгайм
Пфо́рцгайм (нім. Pforzheim) — місто на заході землі Баден-Вюртемберг, Німеччина. Через своє розташування й традиції ювелірних ремесел, що відходять у глибоке минуле, Пфорцгайм часто називають воротами у Шварцвальд або золотим містом. Великими містами по сусідству з Пфорцгаймом є Карлсруе, що розташоване на заході та Штутгарт на сході.

## Історія
Місто було засноване ще римлянами і його назва ймовірно походить від латинського слова portus — порт. Місто значною мірою постраждало від бомбардувань союзників в кінці Другої світової війни. Найбільш руйнівний рейд відбувся 23 лютого 1945 року, коли загинуло понад 17 тисяч жителів.
Населення складає 126 016 ос. (станом на 31 грудня 2020).

## Відомі люди

### Уродженці
- Робін Гак (*1998) — німецький футболіст, нападник.
- Доменіко Альберіко — італійський футболіст, нападник клубу «Гоффенгайм 1899».
- Роберт Бауер — німецький футболіст, нападник клубу «Нюрнберг».
- Патрік Гретцкі — німецький гандболіст, бронзовий призер Олімпійських ігор 2016 року.
- Вінченцо Гріфо — італійський та німецький футболіст, фланговий півзахисник клубу «Гоффенгайм 1899».
- Дітер Косслік — німецький кінокритик, журналіст та дослідник.
- Еріх Ротгакер — німецький філософ і психолог, один із засновників філософської антропології.
- Александер Штольц — німецький футболіст, воротар клубу «Гоффенгайм 1899».
- Вернер Штрейб — німецький військовий льотчик-ас, 4-й за результативністю пілот нічної винищувальної авіації за часів Третього Рейху.

### Померли
- Альбрехт II Алкібіад Бранденбург-Кульмбахский — маркграф, помер у Пфорцгаймі 8 січня 1557 року.

### Інші
- Амалія Гессен-Дармштадтська — принцеса Гессен-Дармштадтська, похована в церкві Святого Михайла у Пфорцгаймі.